# Thrace (gladiateur)
Pour les articles homonymes, voir Thrace (homonymie).

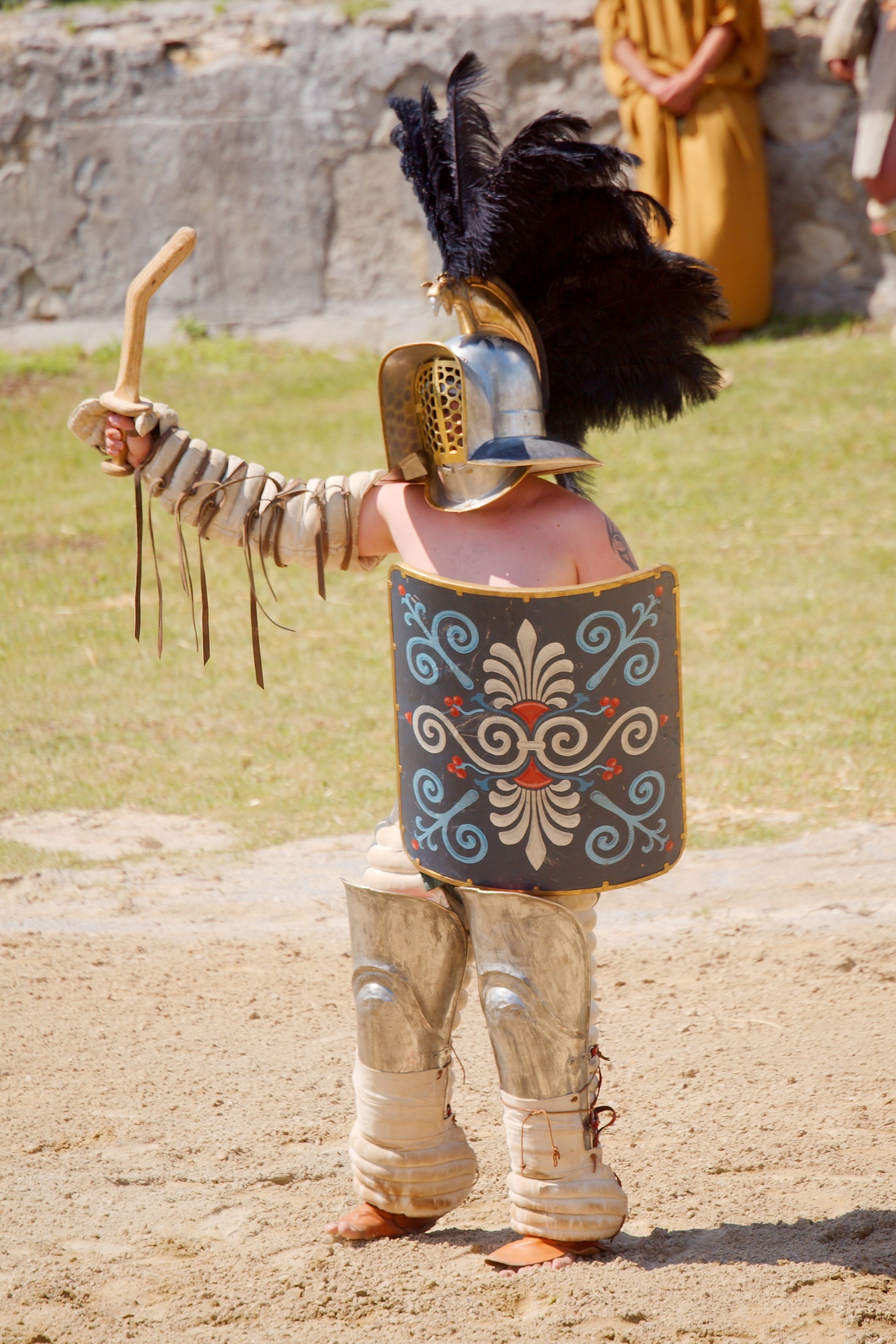
Un thrace muni d'un casque à visière grillagée

Le thrace (en latin thraex) est un type de gladiateur. Avec le gaulois et le samnite, il fait partie des armaturæ « ethniques », c'est-à-dire dotées d'une panoplie empruntée à un peuple vaincu par Rome, les Thraces.

## Histoire
Les écrits de Cicéron sont les premiers documents à attester l'existence des thraces, vers le milieu du Ier siècle av. J.-C. mais les premières images de gladiateurs thraces datent du troisième quart du siècle, notamment d’un relief découvert en 2007 en Italie, à Fanio Romano, à une trentaine de kilomètres de Rome, datant de 30-10 avant notre ère.

## Équipement
- une sica supina : dague ressemblant à la falx, utilisée en Dacie, mais tranchante sur les 2 bords, pouvant être à lame courbe ou brisée (à angle obtus ou droit)[3].
- un casque (galea) à rebord, dont le cimier est orné d'un griffon ou d'un protomé de griffon. Au début le visage est découvert, ensuite la forme du casque évolue progressivement : sous l'Empire, il est muni d'une visière, d'abord munie d'œilletons, puis grillagée au début du IIe siècle
- une Parma threcidica : petit bouclier cintré de forme carrée[4]
- des ocreæ : avec l'hoplomaque, le thrace est le seul gladiateur à porter deux de ces jambières montant jusqu'aux cuisses, les autres types de gladiateurs n'en portant qu'une à la jambe gauche. Leur hauteur inhabituelle permet de pallier la petite taille de leur bouclier.

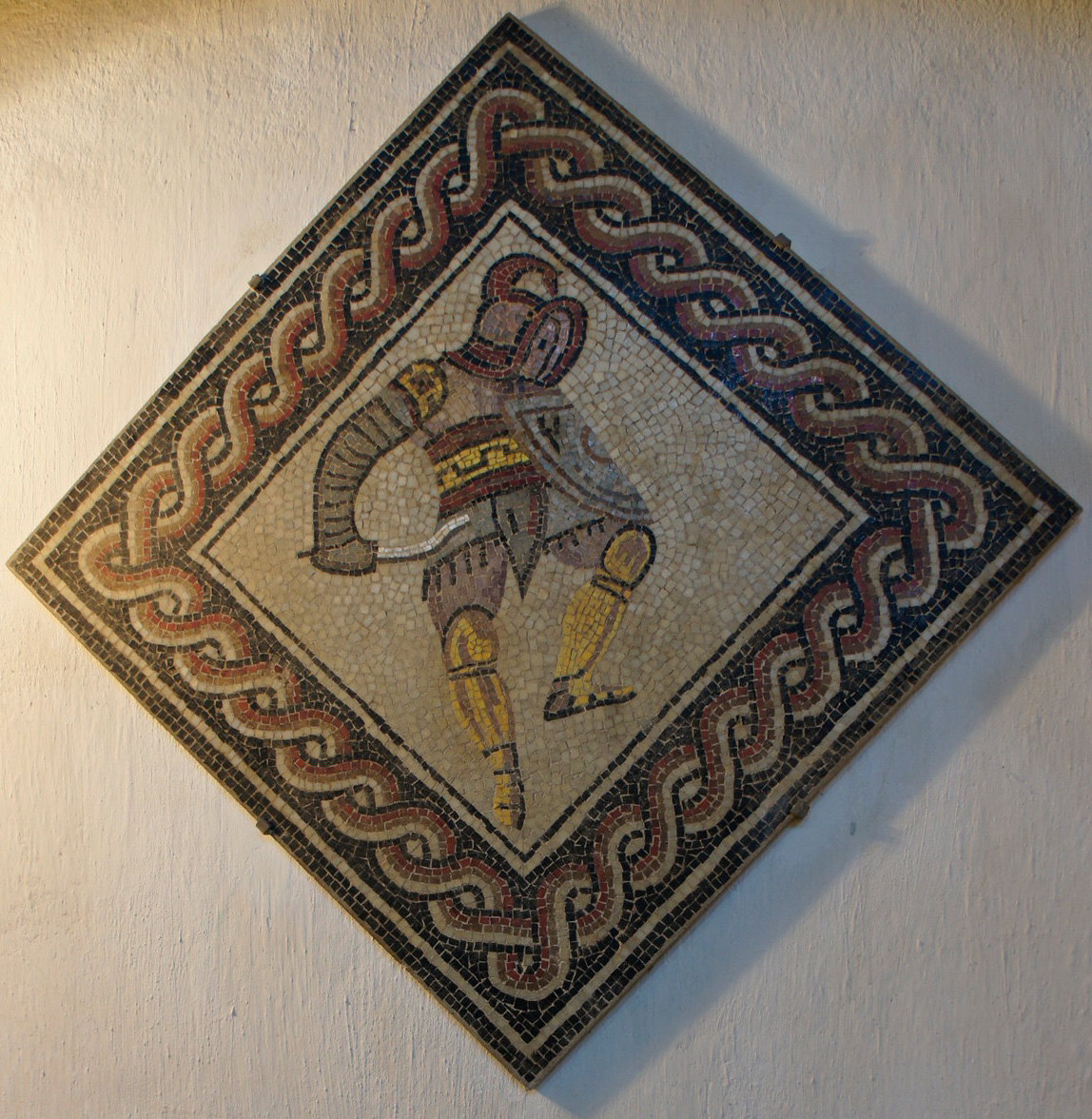
Mosaïque d'un thrace, Durocortorum, Ier siècle. Musée Saint-Remi de Reims.
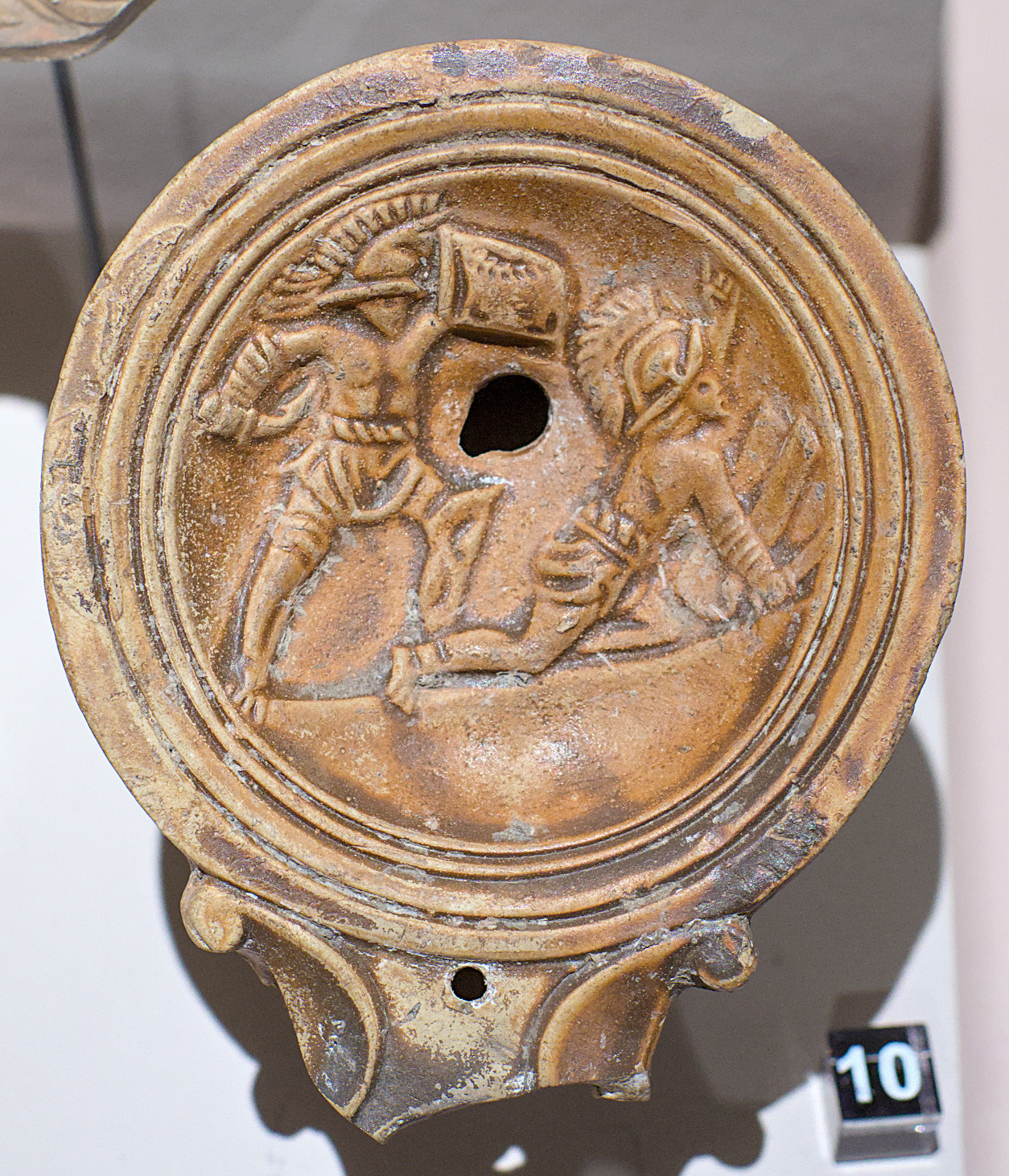
Thrace vainqueur d'un mirmillon. Lampe à huile, Musée Lugdunum, Lyon.

## Technique de combat
Le thrace essayait de contourner le bouclier adverse grâce à la sica supina. L'écrivain Artémidore de Daldis qui s'est attaché à l'interprétation des rêves et avait établi une correspondance entre les armes d'un gladiateur que l'on combat en rêve et le caractère d'une épouse, écrit à ce propos que cette dernière sera « fourbe » lorsque l'on rêve d'un thrace parce que « son poignard n'est pas droit ». Ses deux ocreæ lui permettaient de changer de garde.
Il pouvait combattre un hoplomaque ou un mirmillon ou, rarement, un autre thrace (aucune source littéraire, uniquement des représentations archéologiques).